# Parathesis lanceolata
Parathesis lanceolata är en viveväxtart som beskrevs av T. S. Brandegee. Parathesis lanceolata ingår i släktet Parathesis och familjen viveväxter. Inga underarter finns listade i Catalogue of Life.